# Hypericum leschenaultii
Hypericum leschenaultii är en johannesörtsväxtart som beskrevs av Jacques Denys Denis Choisy. Hypericum leschenaultii ingår i släktet johannesörter, och familjen johannesörtsväxter. Inga underarter finns listade i Catalogue of Life.